# Marvejols
Marvejols är en kommun i departementet Lozère i regionen Occitanien i södra Frankrike. Kommunen ligger i kantonen Marvejols som tillhör arrondissementet Mende. År 2022 hade Marvejols 4 752 invånare.

## Befolkningsutveckling
Antalet invånare i kommunen Marvejols
| Referens: INSEE |